# Victor Thibault
Victor Thibault (Parigi, 8 marzo 1867 – Saillans, 3 maggio 1941) è stato un arciere francese.
Partecipò ai giochi della II Olimpiade di Parigi nel 1900 dove vinse due medaglie d'argento nelle gare di tiro al cordone dorato da 33 metri e al cappelletto da 33 metri.

## Palmarès
| Anno | Manifestazione | Sede   | Evento                      | Risultato |
| ---- | -------------- | ------ | --------------------------- | --------- |
| 1900 | Olimpiadi      | Parigi | Al cordone dorato, 33 metri | Argento   |
| 1900 | Olimpiadi      | Parigi | Al cappelletto, 33 metri    | Argento   |